# Ctenognophos grandinaria
Ctenognophos grandinaria là một loài bướm đêm trong họ Geometridae.